# Episodi di Difesa a oltranza (terza stagione)
La terza stagione della serie televisiva Difesa a oltranza è stata trasmessa in anteprima negli Stati Uniti d'America dalla ABC tra il 12 settembre 1973 e il 6 aprile 1974.
| nº | Titolo originale                          | Titolo italiano | Prima TV USA      | Prima TV Italia |
| -- | ----------------------------------------- | --------------- | ----------------- | --------------- |
| 1  | A Lesson in Loving                        |                 | 12 settembre 1973 |                 |
| 2  | Once a Lion                               |                 | 19 settembre 1973 |                 |
| 3  | The Pool House                            |                 | 26 settembre 1973 |                 |
| 4  | Sweet Harvest                             |                 | 3 ottobre 1973    |                 |
| 5  | N Is for Nightmare                        |                 | 17 ottobre 1973   |                 |
| 6  | The Camerons Are a Special Clan           |                 | 24 ottobre 1973   |                 |
| 7  | Poor Children of Eve                      |                 | 31 ottobre 1973   |                 |
| 8  | The Sin of Susan Gentry                   |                 | 7 novembre 1973   |                 |
| 9  | Child of Wednesday                        |                 | 28 novembre 1973  |                 |
| 10 | Snatches of a Crazy Song                  |                 | 5 dicembre 1973   |                 |
| 11 | The Prowler                               |                 | 12 dicembre 1973  |                 |
| 12 | The Second Victim                         |                 | 19 dicembre 1973  |                 |
| 13 | Etude for a Kidnapper                     |                 | 2 gennaio 1974    |                 |
| 14 | House of Friends                          |                 | 19 gennaio 1974   |                 |
| 15 | The Attacker                              |                 | 26 gennaio 1974   |                 |
| 16 | A Foreigner Among Us                      |                 | 2 febbraio 1974   |                 |
| 17 | A Killer with a Badge                     |                 | 9 febbraio 1974   |                 |
| 18 | Subject: The Sterlization of Judy Simpson |                 | 16 febbraio 1974  |                 |
| 19 | The Break In                              |                 | 2 marzo 1974      |                 |
| 20 | I've Promised You a Father (Part 2)       |                 | 9 marzo 1974      |                 |
| 21 | To Keep and Bear Arms                     |                 | 23 marzo 1974     |                 |
| 22 | The Desertion of Keith Ryder              |                 | 30 marzo 1974     |                 |
| 23 | The Ghost of Buzz Stevens                 |                 | 6 aprile 1974     |                 |